# Cristoopsis poggea
Cristoopsis poggea là một loài bọ cánh cứng trong họ Cerambycidae.